# Église Saints-Boris-et-Gleb de Souzdal
L'église Saints-Boris-et-Gleb (en russe : Борисоглебская церковь ou Церковь Бориса и Глеба на Борисовской стороне) est un édifice religieux de l'Église orthodoxe situé à Souzdal sur la rive droite de la rivière Kamenka (affluent de la Nerl). Elle a été construite à la fin du XVIIe siècle, début du XVIIIe siècle, et se trouve près du musée d'architecture en bois de la petite ville de Souzdal. Elle fait partie des huit monuments de Vladimir et de Souzdal qui sont inscrits au patrimoine mondial.

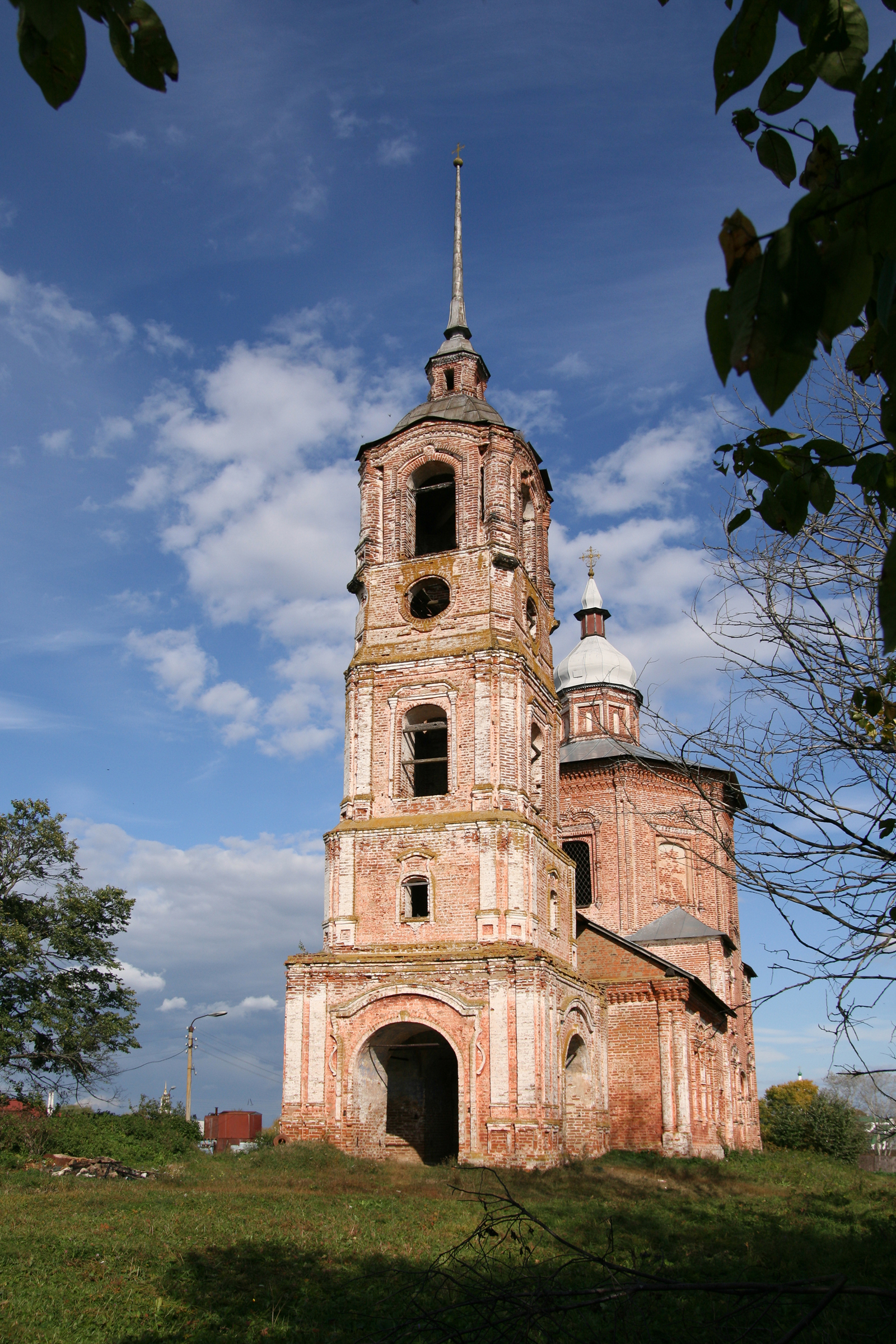
Clocher de l'église Saints-Boris et-Gleb en 2009

## Histoire

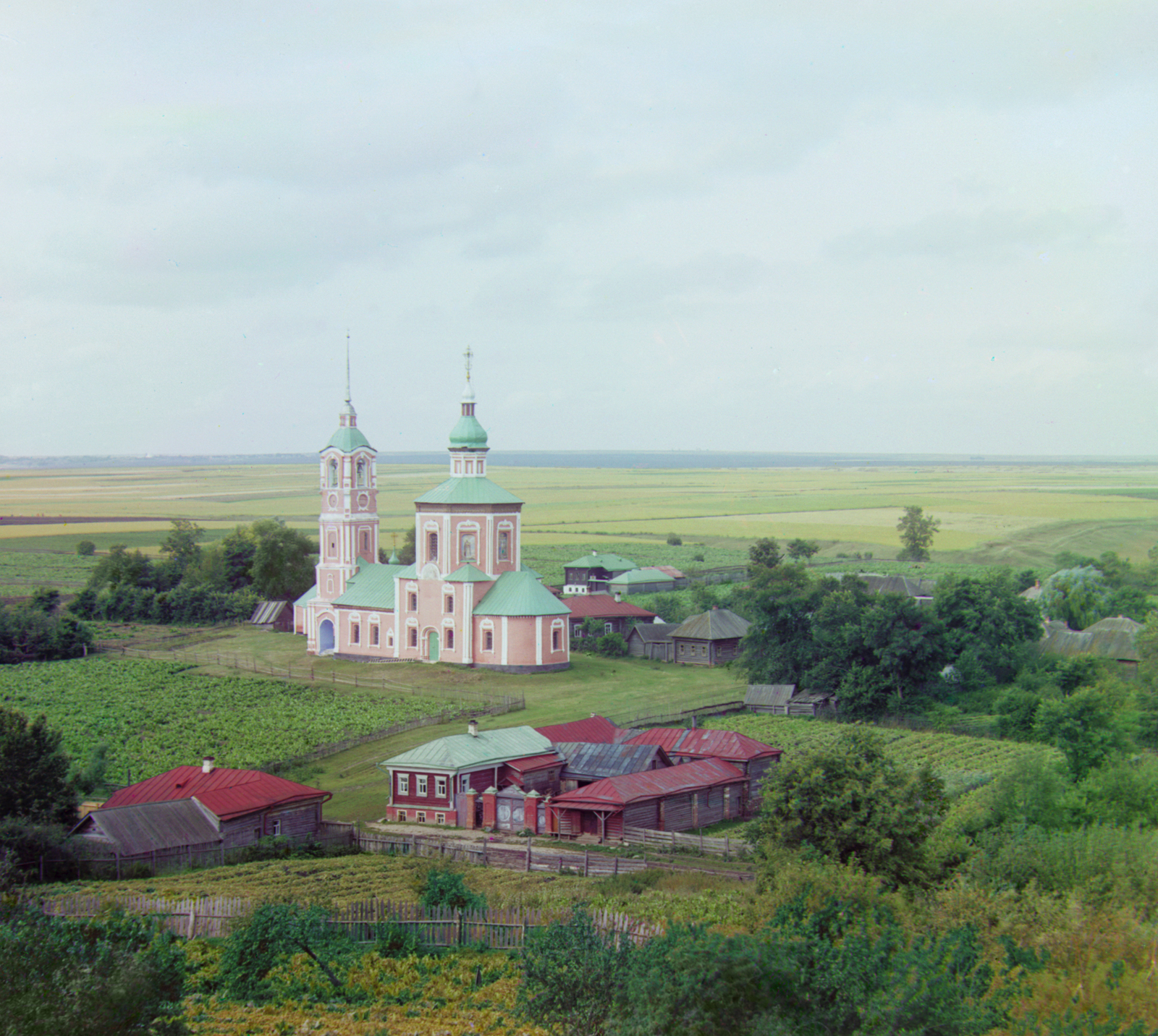
Église Saints-Boris-et-Gleb, vue prise en 1912 par Sergueï Prokoudine-Gorski

La date de construction n'est pas absolument certaine et celle de 1749 est souvent proposée, alors que les caractéristiques architecturales permettraient de la dater de la fin du XVIIe siècle. L'église est située rue Storona Borisova comme l'indique aussi sa dénomination en russe (Церковь Бориса и Глеба на Борисовской стороне) . À son emplacement, se trouvait jusqu'au début du XVIIe siècle un monastère Saints-Boris-et-Gleb, qui fut incendié à l'époque de l'intervention polonaise et des temps des troubles. Jusqu'à la Révolution d'Octobre il existait également une église Saint-Nicolas, (église d'hiver et chauffée) du XVIIIe siècle à proximité.
En 2017, de très importants travaux de restaurations ont eu lieu.

### Architecture
L'église est de briques rouges et de style baroque. La partie principale adopte la forme d'un octogone qui s'appuie sur une abside quadrangulaire volumineuse et une salle de réfectoire plus réduite. L'ensemble est relié à un clocher carré surmonté d'une flèche avec de grandes ouvertures au niveau des cloches. La décoration est faite d'architraves sculptées de pilastres et d'un portail. Des peintures des XVIIIe siècle et XIXe siècle ont été conservées à l'intérieur.

## Sources
1. ↑  (ru) « Церковь Борисо-Глебская », Informations du Registre d'État unifié des objets du patrimoine culturel, obtenues à l'aide de l'API de données ouvertes du ministère de la Culture de la fédération de Russie (consulté le 17 septembre 2023)

- (ru) Борисоглебская церковь